# The Unwelcome Guest
Pour plus de détails, voir Fiche technique et Distribution.
The Unwelcome Guest est un film américain réalisé par D.W. Griffith et sorti en 1913.

## Fiche technique
- Titre alternatif : An Unwelcome Guest
- Réalisation : D.W. Griffith
- Scénario : George Hennessy
- Lieu de tournage : New York
- Distribution : General Film Company
- Type : noir et blanc
- Durée : 17 minutes
- Date de sortie : 15 mars 1913

## Distribution
- Mary Pickford : la servante
- W. Chrystie Miller : le père
- Charles Hill Mailes : le fils
- Claire McDowell : la femme
- Jack Pickford : un des enfants
- Elmer Booth
- Kate Bruce : la vieille femme
- Harry Carey : le sheriff
- J. Jiquel Lanoe : le docteur
- Lionel Barrymore
- Frank Evans
- Lillian Gish
- Adolph Lestina
- W. C. Robinson
- Henry B. Walthall